# 騎兵大将 (ドイツ)
騎兵大将（ドイツ語: General der Kavallerie）は、プロイセン王国などの旧ドイツ諸国家・ドイツ帝国・ヴァイマル共和国・ドイツ国で制定されていた騎兵科に属する兵科大将の階級である。上級大将に次いで2番目に高い階級であった。

## 騎兵大将一覧
騎兵大将に昇進した時点での所属国家で分類。

### ブランデンブルク辺境伯領
- ゲオルク・アダム・フォン・プフェル（ドイツ語版）

### バイエルン選帝侯領
- クリスティアン・フォン・ツヴァイブリュッケン

### プロイセン王国
- フリードリヒ・ジークムント・フォン・ブレドウ
- フリードリヒ・アウグスト・ペーター・フォン・コロンボ（英語版）
- ゲオルク・グラーフ・フォン・デア・デッケン
- レオンハルト・フォン・ホーエンハウゼン
- エルンスト・ルートヴィヒ・フォン・プフェル（ドイツ語版）

### ドイツ帝国
- フリードリヒ・フォン・ベルンハルディ（英語版）
- モーリッツ・フォン・ビッシング（英語版）
- カール・フォン・アイネム（英語版）
- マックス・フォン・ファベック（英語版）
- ルドルフ・フォン・フロンメル
- オットー・フォン・ガルニエ（ドイツ語版）
- ルートヴィヒ・フォン・ゲープザッテル（ドイツ語版）
- ゴットリープ・グラーフ・フォン・ヘーゼラー（英語版）
- フィリップ・フォン・ヘリングラート（英語版）
- エルンスト・フォン・ヘプナー（英語版）
- グスタフ・フォン・ホーレン
- オットー・クレス・フォン・クレッセンシュタイン（英語版）
- カール・ヴィルヘルム・ハインリヒ・フォン・クライスト（英語版）
- マクシミリアン・フォン・ラッフェルト（英語版）
- アウグスト・フォン・マッケンゼン
- ゲオルク・フォン・デア・マルヴィッツ（英語版）
- クルト・フォン・プフェル（ドイツ語版）
- フリードリヒ・レオポルト・フォン・プロイセン
- マンフリート・フォン・リヒトホーフェン（英語版）
- アルフレート・フォン・ヴァルダーゼー
- マクシミリアン・フォン・シュパイデル（英語版）
- ミンダウガス2世

### ドイツ国
- エルンスト・アウグスト・ケストリング（ドイツ語版）
- ルドルフ・コッホ＝エアパッハ（英語版）
- ハンス・ファイゲ（英語版）
- クルト・フェルト
- エリック＝オスカー・ハンセン
- グスタフ・ハーテンエック（英語版）
- エーリヒ・ヘプナー
- フィリップ・クレフェル（英語版）
- エヴァルト・フォン・クライスト
- カール＝エリック・ケーラー（英語版）
- ゲオルク・リンデマン
- エバーハルト・フォン・マッケンゼン
- マクシミリアン・フォン・ヴァイクス
- ジークフリート・ヴェストファール（英語版）